# Фусов
Фусов (укр. Фусів) — село в Сокальской городской общине Шептицкого района Львовской области Украины.
Население по переписи 2001 года составляло 529 человек. Занимает площадь 1,33 км². Почтовый индекс — 80036. Телефонный код — 3257.